# Гола Пристан
Гола Пристан (на украински: Гола Пристань) е град в Южна Украйна, Голопристански район на Херсонска област.
Основан е през 1709 година. Населението му е около 15 902 души.